# Yanggakdo Hotel
Yanggakdo Hotel (kor. 양각도국제호텔) – jest najwyższym hotelem w Pjongjangu w Korei Północnej. Hotel znajduje się na wyspie na rzece Taedong w Pjongjangu. Wznosi się na wysokość 170 metrów, na najwyższym, 47 piętrze, znajduje się wolno obracająca się restauracja. Wybudowany przez francuską firmę Campenon Bernard w latach 1985-92 i oddana do użytku w 1995 roku. Yanggakdo Hotel jest wykorzystywany głównie do przyjmowania zagranicznych gości, ze względu na położenie na wyspie jest odosobnieniem by uniknąć kontaktu zewnętrznego mieszkańców Pjongjangu, goście mają zakaz opuszczania hotelu po zmroku.

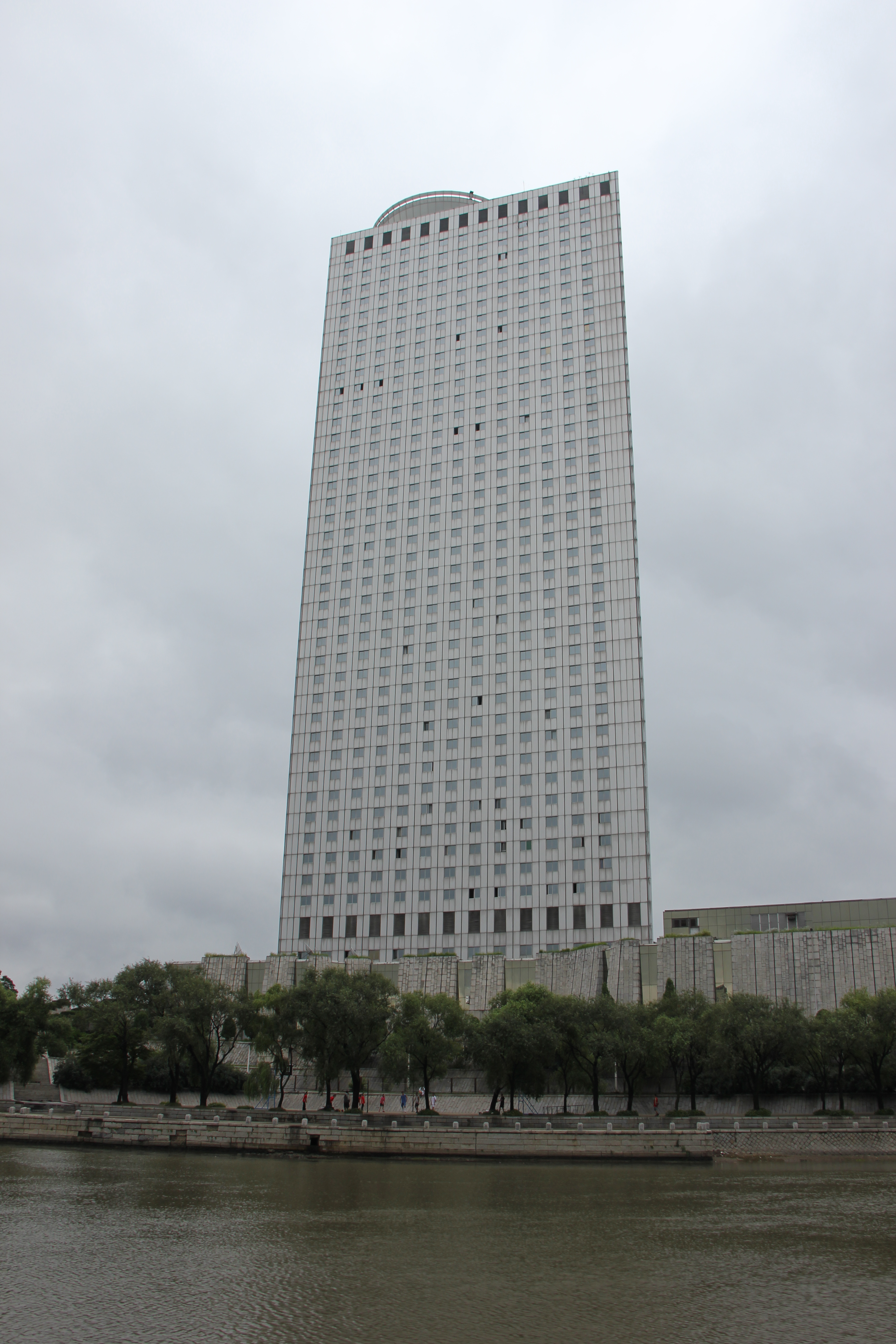